# لامبرتو دالا کوستا
لامبرتو دالا کوستا (انگلیسی: Lamberto Dalla Costa; ۱۴ آوریل ۱۹۲۰ – ۲۹ اکتبر ۱۹۸۲) ورزشکار بابسلد اهل ایتالیا بود.